# Geoff Williams
Geoff Williams (* 21. November 1957 in Indien) ist ein ehemaliger englischer Squashspieler.

## Karriere
Geoff Williams begann seine professionelle Karriere auf der PSA Tour in der Saison 1981. Seine höchste Platzierung in der Weltrangliste erreichte er mit Rang zehn im August 1985. Mit der englischen Nationalmannschaft nahm er 1983 an der Weltmeisterschaft teil und wurde Vizeweltmeister. Im Finale gegen Pakistan kam er dabei nicht zum Einsatz. Bei Europameisterschaften gewann er mit der Nationalmannschaft von 1984 bis 1988 fünfmal in Folge den Titel.
Zwischen 1981 und 1989 stand er achtmal im Hauptfeld der Einzelweltmeisterschaft. Sein bestes Resultat war dabei das Erreichen das Achtelfinals, was ihm 1983, 1984 und 1988 gelang. 1984 gewann er die britische Meisterschaft.

## Erfolge
- Vizeweltmeister mit der Mannschaft: 1983
- Europameister mit der Mannschaft: 5 Titel (1984–1988)
- Britischer Meister: 1984